# Effi Briest (2009)
Effi Briest ist ein deutscher Film von Hermine Huntgeburth aus dem Jahr 2009, der auf dem gleichnamigen Roman von Theodor Fontane basiert.

## Handlung
Die 17-jährige Elfriede „Effi“ Briest heiratet auf Drängen ihrer Mutter deren ehemaligen Verehrer Baron Geert von Innstetten, der mit seinen 38 Jahren mehr als doppelt so alt ist wie Effi. Mit ihm zieht Effi nach Kessin, einem verlassenen kleinen Ort an der Ostsee, wo sich die lebenslustige junge Ehefrau einsam fühlt und auch nach der Geburt ihrer Tochter Annie nicht recht glücklich wird. Unter anderem leidet sie an Alpträumen, die um einen seltsamen Chinesen kreisen, der einst im selben Haus gelebt haben soll und über den Innstetten und seine Haushälterin Johanna eigenartige Geschichten erzählen. Effi ängstigt sich und glaubt, nachts unheimliche Spukgeräusche zu hören. Als schließlich der attraktive Major Crampas, ein soldatischer Jugendfreund Innstettens, in Kessin auftaucht, sucht sie bei ihm Schutz, findet Abwechslung im gemeinsamen Laientheaterspiel (das Stück trägt den bezeichnenden Titel „Ein Schritt vom Weg“) und beginnt eine Affäre mit ihm. An Crampas’ Seite lernt Effi die leidenschaftliche Liebe kennen, und sie wäre sogar bereit, seinetwegen Geert zu verlassen. Crampas aber erweist sich als bloßer Verführer und will Frau und Kinder nicht aufgeben.
Innstetten macht indessen Karriere, wird vom Landrat zum Ministerialrat befördert, und das Paar zieht in das großstädtische Berlin, wo Effi sich von ihrem schlechten Gewissen befreit, wieder aufblüht und sich sichtlich wohler fühlt als in der langweiligen Kleinstadt. Sechs Jahre später stürzt Effis kleine Tochter Annie unglücklich auf der Treppe und verletzt sich an der Stirn. Die Dienerin Johanna will helfen und glaubt sich zu erinnern, zuunterst in Effis Nähtisch eine Leinwand gesehen zu haben, die jetzt für die Versorgung von Annies Verletzung zerschnitten werden soll. Die Leinwand wird nicht gefunden, dafür kommen alte Liebesbriefe zum Vorschein, die Crampas damals an Effi gerichtet hat. Der standesbewusste Innstetten liest sie und glaubt, nachträglich seine verletzte Ehre wiederherstellen zu müssen. Er fordert Crampas zum Duell, erschießt ihn, lässt sich scheiden und behält das gemeinsame Kind Annie bei sich.
Effi zieht sich, nachdem auch ihre Eltern sie aus gesellschaftlichen Gründen verstoßen haben, zusammen mit ihrer Dienerin Roswitha in eine kleine Wohnung in Berlin zurück.
Am Schluss weicht der Film vom Roman ab: Effi hat eine Anstellung in einer Bibliothek gefunden und finanziert sich selbst. Das spätere Angebot der Eltern, wieder nach Hause zu kommen, schlägt sie aus. Auch stirbt sie nicht an „gebrochenem Herzen“. Vielmehr zeigt die letzte Einstellung des Films eine befreite und zufriedene Frau, die sich erhobenen Hauptes selbstbewusst und zielstrebig durch die belebten Straßen der Großstadt bewegt.

## Produktion
Die fünfte Verfilmung des Literaturklassikers hält sich zunächst dicht an den narrativen Aufbau der Romanvorlage, wobei lediglich die Verbindung zwischen Crampas und dem Apotheker Gieshübler als freundschaftlicher und Effis Gefühle für ihren Cousin Dagobert als tiefer dargestellt werden. Erst am Ende erfolgt die Abkehr von ihr: Effi geht nicht an der Gesellschaft zu Grunde, sondern entwickelt sich zu einer freien und emanzipierten Frau. Der Regisseurin Hermine Huntgeburth waren diese Änderungen im Drehbuch wichtig: „[...] ich denke wenn man sich noch einmal mit der Geschichte befasst, dann muss man etwas ganz Neues zeigen. Die reine Nacherzählung, die reine Übersetzung des Romans ist, glaube ich, nicht mehr zeitgemäß.“
Drehorte waren Schloss und Park Hoppenrade („Hohen-Cremmen“) und das Schloss Marquardt in Potsdam und der dazugehörige Schlosspark („Kessin“). Hier wurden auch eigens für die Dreharbeiten Sanddünen aufgeschüttet. Die großen Szenen am Strand und in den Dünen wurden in der polnischen Stadt Łeba gedreht.

## Kritik
Der Literaturkritiker Ulrich Greiner verglich den Film in der Wochenzeitung Die Zeit vom 12. Februar 2009 mit Rainer Werner Fassbinders Fontane Effi Briest: „Die Bilder waren schwarz-weiß, die Kamera hielt Distanz. Je länger wir aber zuschauten, umso mehr wurden wir ergriffen von diesem Schicksal, das uns am Ende wie unser eigenes erschien. Hermine Huntgeburths bunter Film macht die Gestalten derart zeitgenössisch und bringt sie uns derart nah, dass sie uns, je länger sich das hinschleppt, umso geheimnisloser und gleichgültiger erscheinen.“
Der Kritiker Henryk Goldberg meint: „Wie die ‚Buddenbrooks‘ ist das eine gediegene Inszenierung, gut ausgestattet und gut gespielt. Man kann sich das anschauen und wird sich auf ansprechende Weise unterhalten finden.“ Er kritisiert jedoch den von der Romanvorlage abweichenden Schluss: „so didaktisch wie im Emanzipationsseminar, so aufdringlich wie der Soundtrack.“

## Filmmusik
Filmmusik von Johan Söderqvist.
1. The proposal
2. Birds in a cage
3. Effi is alone
4. Walk in despair
5. Effi meets Crampas
6. Trying to kiss her
7. The Chinese and the bride
8. Crampas
9. Effi goes to the theatre
10. The cabin
11. Effi runs to Crampas
12. Roswitha
13. Lovemeeting
14. The ride
15. In the dune
16. The farewell
17. Flowers from Gieshuebler
18. In the carriage
19. Effi goes home
20. The duel
21. To Berlin
22. Effi is banished
23. The letters
24. Effi and the Chinese
25. Annie
26. Effi Briest

## Auszeichnungen
Nebendarsteller Rüdiger Vogler und die Kostüme von Lucie Bates wurden 2009 für den Deutschen Filmpreis nominiert.